# Kryštof Karel Voračický z Paběnic
Kryštof Karel svobodný pán Voračický z Paběnic (německy Christoph Karl Woracziczky von Babienitz) (1650 – 25. března 1712) byl český šlechtic z rodu Voračických z Paběnic.
 

## Život

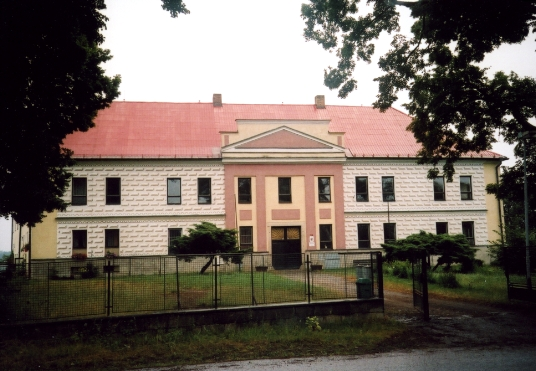
Zámek Božejov na Pelhřimovsku

Narodil se jako druhorozený syn Jana Ilburka Voračického. V roce 1670 složil přísahu věrnosti a byl jmenován královským komorníkem. Jako uznání starobylosti rodu i za vlastní služby byl 22. května 1684 povýšen císařským diplomem na svobodného pána. V letech 1686–1697 a 1704–1705 byl hejtmanem Bechyňského kraje a v letech 1701–1702 krátce také hejtmanem Kouřimského kraje.
Byl dvakrát ženatý, z prvního manželství s Evou Malovcovou, ovdovělou Špulířovou z Jiter (†1679), vyženil Jemniště, které však Eva prodala ještě před svou smrtí. Z druhého manželství s Annou Markétou Kostomlatskou z Vřesovic († 1699) měl syny Karla Josefa, Kryštofa Norberta a dcery Antonii a Annu.
Při dělení rodového dědictví převzal po roce 1680 po dohodě s bratrem Augustinem Norbertem panství Božejov, kde se trvale usadil a v roce 1710 nechal postavit zámek. Po své druhé manželce zdědil v roce 1699 panství Chvatěruby poblíž Prahy a toto sídlo si oblíbil. Počátkem 18. století přistoupil k radikální přestavbě chvatěrubského zámku, která pokračovala ještě za jeho syna Karla Josefa. Kvůli vysokým finančním nákladům a ničivé vichřici v roce 1752 však chvatěrubský zámek zůstal dodnes z velké části dochován jen jako nedostavěné torzo. Kromě toho koupil v roce 1701 od manželky svého synovce Leopolda Karla panství Smilkov na Sedlčansku, k němuž v roce 1704 připojil nedaleké Chotětice. Tento majetek prodal jeho mladší syn Kryštof Norbert v roce 1721.